# Kihlanki
Kihlanki (svensk stavning: Kihlangi) är en by vid Muonioälven i Pajala kommun. Den ligger 4 mil norr om Pajala, efter riksväg 99 och nära gränsen till Finland. Byn utnämndes 2005 till Årets by i Pajala kommun. Gatuadresserna i byn har namnet Kihlangi medan fastigheterna har beteckningen Kihlanki.
Vid folkräkningen den 31 december 1890 bodde 30 personer i byn. Sökningar på sidan Ratsit i april 2016 visade 22 personer över 16 års ålder folkbokförda med Kihlanki som adress.
Byn grundades 1707 av Olof Hindersson Kolari.